# RD-107-8D74-1958
RD-107-8D74-1958 – radziecki silnik rakietowy. Skonstruowany przez OKB Głuszko. Stanowił napęd członu Łuna 8K72-0 rakiet Łuna 8K72. Używany w latach 1958–1960.
Podane oznaczenie utworzone zostało z oznaczenia konstruktora (RD-107) i oznaczenia rządowego (8D74-1958). Liczba 1958 pochodzi od rocznej daty zaprojektowania silnika.